# IGA (情報システム)
IGA（アイ・ジー・エー、英: Identity Governance and Administration）は、情報システムにおけるアカウント管理とアクセス制御の統制を行う枠組みであり、アイデンティティ管理（ID管理）とガバナンス機能を統合したIT管理分野である。
組織内での権限設定や認証プロセスの可視化・自動化・監査対応を通じて、セキュリティとコンプライアンスの両立を支援する手段のひとつとされている。

## 背景
企業や組織においてクラウドサービスやリモートアクセスの利用が拡大したことで、従来の境界型セキュリティモデルでは対応が困難になるケースが増えている。ユーザーやシステムアカウントの権限管理が複雑化し、内部不正や過剰な特権の維持といったリスクが顕在化している。そのため、アクセス制御の透明性確保や運用統制の強化が求められるようになった。こうした背景から、IGAはアクセス権限の統制と運用効率の改善を両立する手段として導入される例が見られるようになっている。

## 機能
IGAソリューションには、一般的に以下のような機能が含まれる。
- アイデンティティライフサイクル管理：入社・異動・退職などのタイミングに応じたアカウントの作成、変更、削除の自動化。

- アクセスレビュー（権限棚卸）：定期的なアクセス権限の見直しや承認ワークフローの実行支援。

- ロールベースアクセス制御（RBAC）：職務や役割に応じたアクセス権限の割当て。

- ポリシー違反検出・アラート：設定されたルールに違反するアカウントを検出し、アラートを発報する機能。

- 監査対応・ログ管理：アクセス履歴や変更履歴の記録により、内部統制や外部監査への対応を補助する。

## 関連する技術
IGAは以下の技術領域と関係が深い。
- アイデンティティ管理（IdM）：アカウントや認証情報の一元管理を目的とした技術。

- アクセス制御：システムリソースへのアクセスを管理する仕組み。

- ゼロトラストセキュリティ：ネットワークの内外を問わず常に検証する前提に立ったセキュリティモデル。

- ITガバナンス：情報システムにおける管理と統制の枠組み。

## 導入効果
IGAを導入することで、以下のような効果が得られる可能性があると報告されている。
- コンプライアンス対応の支援：SOX法やGDPRなどの法規制への対応を進めやすくなるとされる。

- セキュリティリスクの軽減：不要な特権アカウントの排除やアクセス状況の可視化により、内部不正の抑止や監査対応が容易になる場合がある。

- 業務効率の向上：アカウント管理業務の自動化により、IT部門の運用負荷を軽減できるとされる。

ただし、導入直後はシステム連携や運用設計に工数を要することもあり、十分なリソース確保や段階的な展開が求められることがある。

## 導入状況
IGAソリューションは、大企業を中心に導入が進められてきたが、近年では中堅・中小企業にも利用が広がっている。代表的な製品提供企業には、SailPoint、Okta、Microsoft、IBMなどのベンダーがあり、それぞれ多機能なプラットフォームを展開している。日本国内でも、ジョーシス、HENNGE、日立製作所、NTTデータなどがクラウド型またはオンプレミス型のIGAソリューションを提供している。

## 導入上の課題
導入にあたっては、以下のような課題が指摘されている。
- システム連携の複雑さ：既存のITインフラとの接続やデータ整備が必要になることが多い。

- ポリシー設計の難易度：業務内容や権限階層に応じた適切なルール設計が求められる。

- 利用者の理解促進：従業員や管理者に対する教育・周知が導入成功の鍵となる。